# Andrzej Święcicki (1915–2011)
Andrzej Święcicki (ur. 28 lipca 1915 w Zakalużu w ziemi mińskiej, zm. 9 czerwca 2011 w Nowym Dworze Mazowieckim) – polski działacz katolicki, wieloletni prezes Klubu Inteligencji Katolickiej w Warszawie, podczas II wojny światowej żołnierz Armii Krajowej.

## Życiorys
Urodzony w majątku rodzinnym w Zakalużu. Absolwent Gimnazjum im. Króla Zygmunta Augusta w Wilnie, członek wileńskiego Klubu Włóczęgów.
Absolwent Uniwersytetu Stefana Batorego 1938, Przewodniczący tamtejszego Koła Prawników. Był wychowankiem ks. Leopolda Chomskiego i uczniem Stanisława Swianiewicza; do wybuchu wojny był asystentem w Instytucie Europy Wschodniej w Wilnie.
W latach 1939–1944 uczestnik ruchu oporu w Związku Walki Zbrojnej, a następnie Armii Krajowej. Nosił pseudonimy „Frycz” i „Jan Sawicki”. Był dowódcą oddziału Kedywu AK Baza „Miód” na Wileńszczyźnie, z którym brał udział w akcjach dywersyjnych zdobywania broni z magazynów w Jaszunach, a także w akcji „Burza”.
Więzień więzienia Łukiszki w Wilnie (1940-1941), w grudniu 1944 wywieziony do łagru koło Workuty, skąd powrócił w sierpniu 1945. Po wojnie, w latach 1953–1956 osadzony w więzieniu we Wronkach z wyrokiem dożywocia.
W latach 1945–1953 pracownik m.in. Ministerstwa Przemysłu Spożywczego i Skupu, Biura Studiów przy Kancelarii Cywilnej Prezydenta RP, wykładowca na SGPiS. Działacz duszpasterstwa rodzin.

### Działalność naukowa
Po 1956 roku pracownik naukowy Instytutu Przemysłu Cukrowniczego, kierownik zakładu Ekonomiki i Organizacji w latach 1961–1966, wykładowca na SGGW.
Założyciel i wieloletni kierownik Pracowni Badań Socjologicznych przy Społecznym Komitecie Przeciwalkoholowym.
Od 1966 roku pracownik naukowy Akademii Teologii Katolickiej (obecnie UKSW) w Warszawie. Piastował stanowisko docenta do 1974, a następnie profesora nadzwyczajnego do 1985 roku. W tym czasie utworzył, a następnie kierował katedrą socjologii religii.
Prowadził pionierskie w Polsce badania z zakresu alkoholizmu i socjologii religii.
Autor 5 książek i ok. 150 artykułów naukowych, w tym: Alkohol. Zagadnienia polityki społecznej (wyd. I 1968, wyd. II 1977). Promotor kilkudziesięciu prac doktorskich.
W latach 1969–1983 członek Komitetu Wykonawczego Międzynarodowego Stowarzyszenia Socjogii Religii (Committe International de Sociologie des Religions), a także Polskiego Towarzystwa Socjologicznego i innych stowarzyszeń naukowych i społecznych.

### Działalność społeczna
Członek Komisji Episkopatu Polski Iustitia et Pax (1968-1993). Delegat księdza Prymasa Stefana Wyszyńskiego do Stoczni Gdańskiej w sierpniu 1980 r.
Od 1957 roku działacz ruchu „Znak”, był członkiem władz Klubu Inteligencji Katolickiej w Warszawie w latach 1958–1987 i 1989-1991, w tym w latach 1972–1986 jako prezes. Rozwijał działalność formacyjną w całej Polsce przez duszpasterstwa środowiskowe, przyczyniając się do powołania ok. 80 nowych klubów inteligencji katolickiej w okresie pierwszej „Solidarności”, kiedy władze odstąpiły od zakazu tworzenia nowych KIK-ów.
20 sierpnia 1980 roku podpisał apel 64 uczonych, pisarzy i publicystów do władz komunistycznych o podjęcie dialogu ze strajkującymi robotnikami. Był jednym z kandydatów do tzw. Społecznej Rady Gospodarki Narodowej, która w zamyśle władz NSZZ „Solidarność” miała współkształtować razem z rządem politykę gospodarczą. W grudniu 1981 został członkiem prezydium Prymasowskiej Rady Społecznej pierwszej kadencji (1981-1984).
W latach 1986–1989 był członkiem Rady Konsultacyjnej przy Przewodniczącym Rady Państwa. Przyjęcie zaproszenia do wejścia do tego gremium spowodowało, że został zmuszony przez członków KIK do rezygnacji z funkcji prezesa, co nastąpiło 6 grudnia 1986. Do 5 kwietnia 1987 pozostawał członkiem zarządu KIK, po czym nie ubiegał się o ponowny wybór.
Członek honorowy KIK-u od 2002 r.

## Życie prywatne
Ojciec siedmiorga dzieci (z których dwójka zmarła w dzieciństwie), w tym polityka Marcina Święcickiego i Jakuba Święcickiego. Jego braćmi byli Józef Święcicki i Ignacy Święcicki.

## Odznaczenia państwowe
- Krzyż Oficerski Orderu Odrodzenia Polski
- Krzyż Kawalerski Orderu Odrodzenia Polski